# Microsoft Exchange Server
Microsoft Exchange Server è un software di rete per consentire la collaborazione in linea tra vari utenti di un'organizzazione (impresa, ente, ecc.). È stato introdotto sul mercato da Microsoft nel 1996 come diretto concorrente di programmi quali Lotus Notes/Domino server di IBM e FirstClass Suite di OpenText.
Il suo uso è molto diffuso nelle realtà aziendali in cui sono implementate infrastrutture informatiche basate su prodotti e tecnologie Microsoft (reti Microsoft).

## Descrizione
Le funzionalità principali sono la gestione centralizzata della messaggistica tramite posta elettronica (sia esterna che interna), la gestione di calendari e rubriche che possono essere condivisi tra i vari utenti di una rete aziendale, la pianificazione condivisa e controllata delle attività aziendali e altro ancora.
Il client più utilizzato per connettersi a un server Exchange è Microsoft Outlook, compreso nella suite Microsoft Office, attraverso il protocollo proprietario MAPI, anche se sono disponibili modalità di accesso alternative come l'interfaccia Web fornita, Outlook Web Access (OWA), o software prodotti da terze parti attraverso l'uso di protocolli standard.
Una delle caratteristiche salienti è la stretta integrazione col sistema Active Directory, che permette di agevolare la gestione degli utenti all'interno di strutture molto complesse che permette peraltro la gestione dei gruppi di distribuzione implementati a livello di Unità Organizzative (OU). 
Esiste anche un componente aggiuntivo per la sicurezza, Microsoft Forefront Security for Exchange Server.